# Kriegsgefangenenlager Quedlinburg

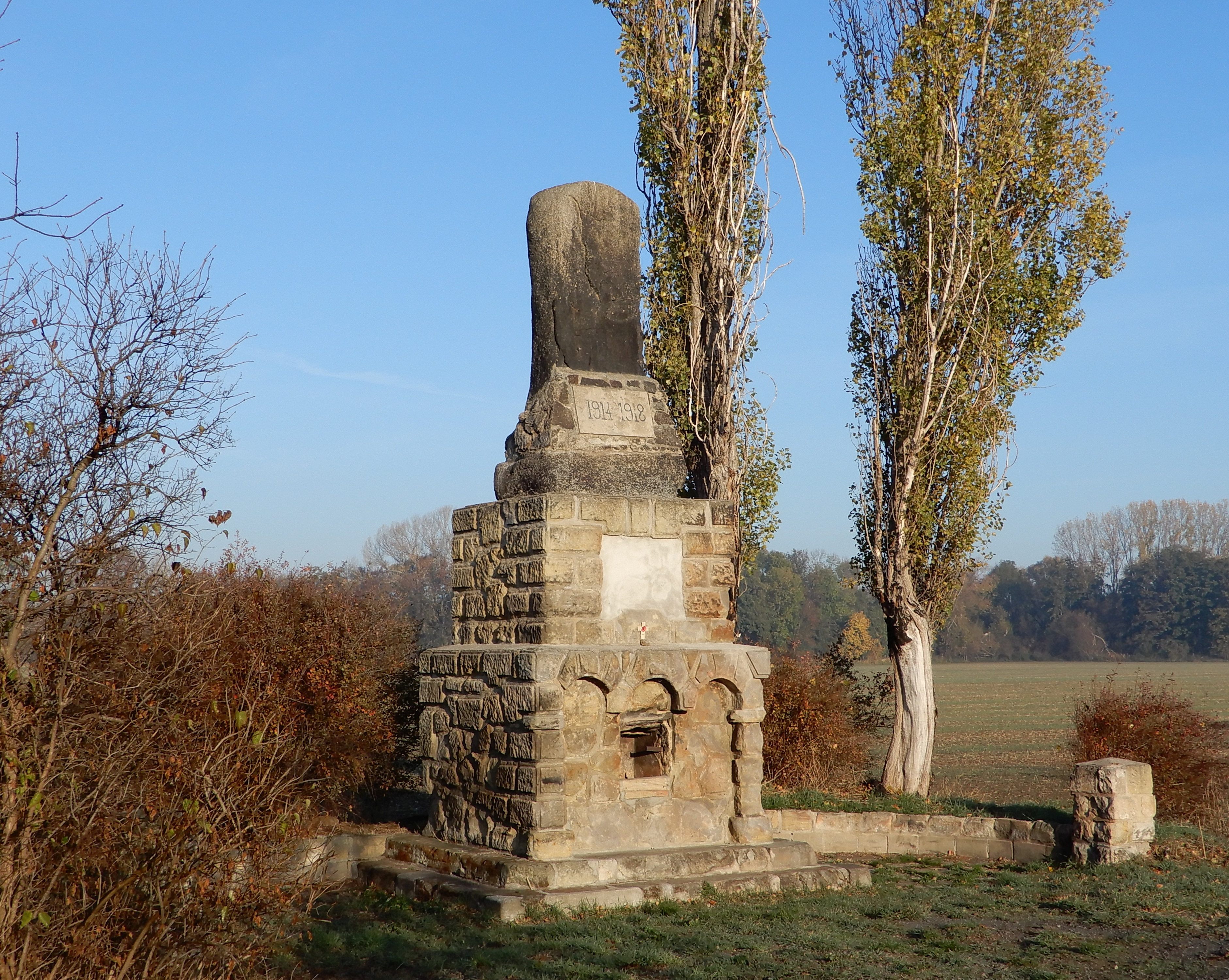
Denkmal am Standort des ehemaligen Kriegsgefangenenlagers

Das Kriegsgefangenenlager Quedlinburg war ein mittelgroßes deutsches Kriegsgefangenenlager im Ersten Weltkrieg. Es wurde 1914/1915 auf dem Ritteranger zwei Kilometer nördlich von Quedlinburg errichtet, hatte 48 Gefangenenbaracken und drei Außenlager in Aschersleben, Staßfurt und Atzendorf.
Während des Krieges waren hauptsächlich russische, französische, belgische und englische, seit 1917 auch italienische Mannschaftssoldaten interniert. Sie wurden von Anfang an zum Aufbau des Lagers und später als Arbeitskräfte in Arbeitskommandos besonders in der Landwirtschaft eingesetzt.
Auch nach dem Krieg wurde es als Durchgangslager benutzt. Erst 1921 verließen die letzten russischen Gefangenen das Lager, woraufhin es niedergebrannt wurde. 703 verstorbene Kriegsgefangene wurden auf einem speziellen Teil des Zentralfriedhofs Quedlinburg beigesetzt.
Erhalten ist am ehemaligen Standort des Lagers ein Denkmal, das von Kriegsgefangenen errichtet wurde. Im Zuge der Bauvorbereitungen für die Bundesautobahn 36 (B 6n) fanden im Jahr 2004 archäologische Grabungen statt, bei denen Grundrisse von Gebäuden und Gebrauchsgegenstände gefunden wurden.

## Infrastruktur des Lagers
Das Lager wurde auf 104 Hektar Fläche mit 48 Baracken für die Gefangenen errichtet. Um Fluchtversuche zu verhindern wurden Stacheldrahtzäune errichtet. In acht Doppelreihen standen je drei Baracken giebelseitig aneinander.

### Baracken der Gefangenen
Am 23./24. September 1914 trafen die ersten französischen Gefangenen in Quedlinburg ein. Den Gefangenen wurde angeboten, als Zimmermann oder Tischler zu arbeiten. Diese Freiwilligen unterstützten die einheimischen Zimmerleute, die beauftragt waren, die Baracken zu errichten. Die restlichen Gefangenen wurden dazu eingesetzt, Entwässerungsgräben auszuheben. Das Lager lag auf einem sehr feuchten Teil der Bodeaue und der Boden musste zunächst für eine Bebauung vorbereitet werden. Diese Gräben scheinen 1915/16 wieder zugeschüttet worden zu sein und in die Verfüllung wurden die Pfähle für die Stacheldrahtzäune eingefügt.
Nach der Errichtung des Lagers, also den umfassenden Entwässerungsmaßnahmen und dem Barackenbau, umfasste das Lager in seiner letzten Ausbauphase eine Gesamtfläche von ca. 1.300 x 800 Metern, also ca. 100 Hektar und war damit größer als die Kernstadt von Quedlinburg. Die 48 Gefangenenbaracken standen eingezäunt von einem doppelreihigen Stacheldrahtzaun auf einem Areal von etwa 700 × 350 Metern, also ca. 23 Hektar. In 8 Doppelreihen standen jeweils drei Baracken giebelseitig aneinander. Von der nächsten Gruppe trennte sie jeweils eine Straße und auf jeder Seite ein Stacheldrahtzaun. Die hölzernen Baracken waren etwa 52 Meter lang und 12 bis 15 Meter breit, 3,5 Meter hoch und enthielten 22 Fenster. Sie boten damit eine Grundfläche von jeweils 750 Quadratmetern. 
Zum Schutz vor der Bodenfeuchtigkeit war der hölzerne Boden auf einer großen Zahl von Pfosten gegründet. Bei einer Belegung mit 250 Gefangenen je Baracke standen jedem Gefangenen drei Quadratmeter zu, und bei 48 Baracken konnten bis zu 12.000 Kriegsgefangene untergebracht werden. Das Barackeninnere war spärlich eingerichtet. Jeder Gefangene schlief in einem etwa 80 cm × 200 cm großen Holzbett auf Strohsäcken, zugedeckt mit Wolldecken. Die Baracken wurden durch Querwände in Hälften geteilt und jede mit einem Ofen in der Mitte beheizt. Am Südwestende eines Blocks von jeweils sechs Baracken befand sich ein Küchengebäude mit einem Schornstein in der Mitte.

### Einrichtungen des Wachpersonals
Das Lager hatte auch eine Reihe von Verwaltungs- und Wirtschaftsgebäuden: Nordöstlich befanden sich acht Baracken für das Wachpersonal, welches sich aus Landwehrsoldaten rekrutierte. Auf der westlichen Seite des Ditfurter Weges stand eine Reihe großer Verwaltungsgebäude, nordwestlich vom Lager isoliert befanden sich drei Krankenbaracken. Wachtürme standen in der Mitte jeder Längsseite und an strategisch wichtigen Punkten.

## Persönlichkeiten

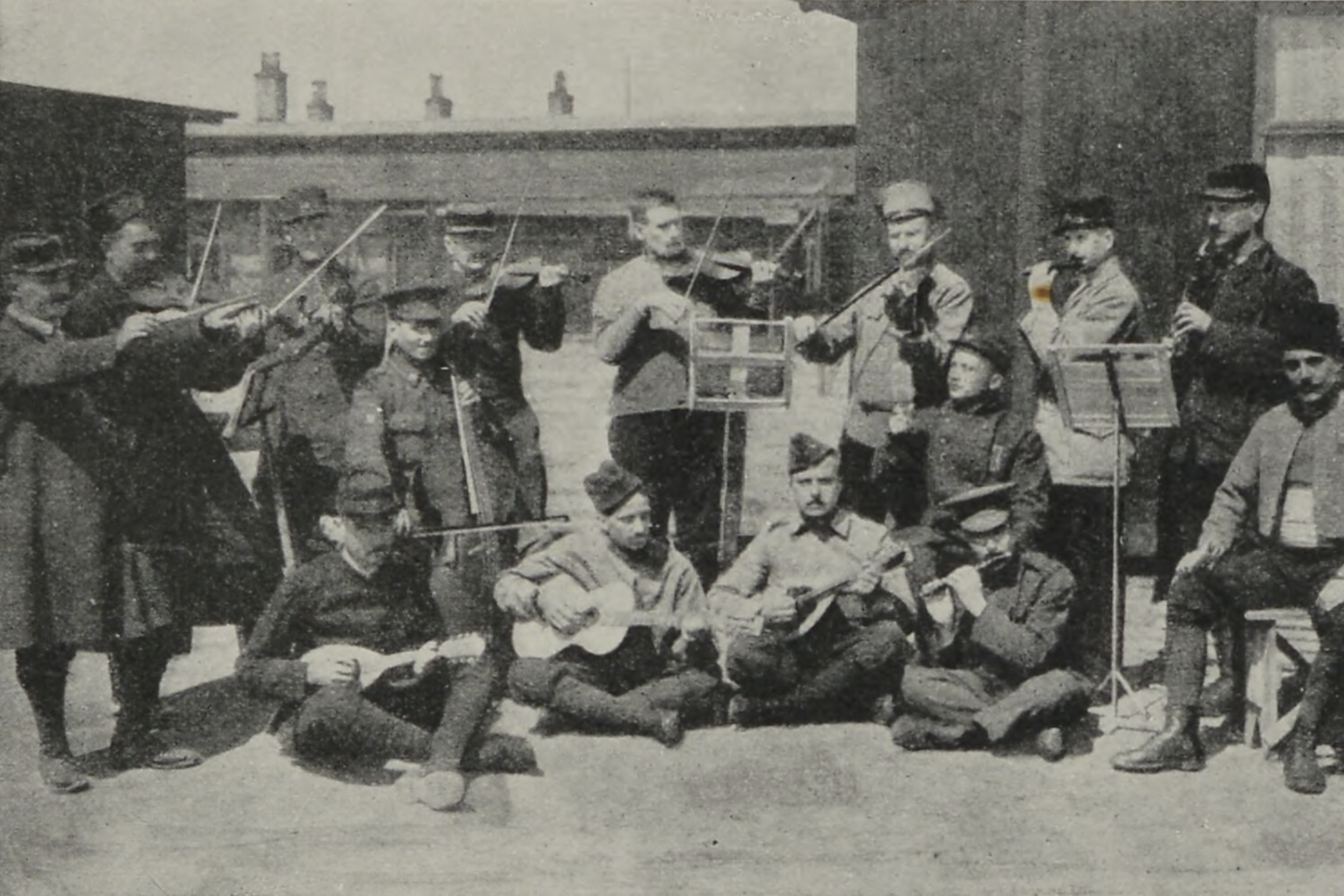
Das Lagerorchester, 1915

### Bekannte Gefangene
- Norman Cowan (1898–2003)[2]
- Théophile Radin (1889–1918)[3]